# Nan Geng
Nan Geng (kitajsko 南庚) z osebnom imenom Dzi Geng je bil kralj Kitajske iz dinastije Šang.  

## Zapisi
V Zapisih velikega zgodovinarja ga Sima Čjan šteje za sedemnajstega kralja dinastije Šang, ki je na prestolu nasledil bratranca Dzu Dinga. Ustoličen je bil v letu bingčen v prestolnici Bi. V tretjem letu vladanja je svojo prestolnico preselil v Jan. Vladal je okoli 29 let in dobil posmrtno ime Nan Geng. Nasledil ga je bratrančev sin Jang Džja. 
Zapisi na orakeljskih kosteh, izkopanih v Jinšušu, ga omenjajo kot šestnajstega kralja dinastije Šang.